# IONIS Education Group
IONIS Education Group là tập đoàn đầu tư hàng đầu giáo dục đại học ở Pháp. Nhóm đã được tạo ra vào năm 1980 và có hơn 35.000 sinh viên và 100.000 cựu sinh viên vào năm 2023, hiện đang làm việc trong kinh doanh, IT, hàng không, năng lượng, giao thông vận tải, sinh học, quản lý, tài chính, tiếp thị, truyền thông, và thiết kế. 29 trường thành viên của nhóm.

## Thành viên

### IONIS Institute of Business
- Institut supérieur de gestion
- ISG Luxury Management
- ISG RH
- ISG Sport Business Management
- ISEG marketing and communication school
- ICS bégué
- ISEFAC
- MOD'SPE Paris
- XP, the international esport & gaming school

### IONIS Institute of Technology
- Concours Advance
- École pour l'informatique et les techniques avancées
- École spéciale de mécanique et électricité
- École pour l'informatique et les nouvelles technologies
- IA Institut
- Institut polytechnique des sciences avancées
- Sup'Biotech
- E-artsup
- Epitech Digital
- Epitech Executive
- IONIS School of Technology and Management
- Coding Academy
- SecureSphere by EPITA
- Supinfo
- Web@cademy

### IONIS Education Solutions
- École des technologies numériques appliquées
- Fondation IONIS
- IONIS 361
- IONISx
- PHG Academy